# 娼年
『娼年』（しょうねん、call boy）は、石田衣良による日本の恋愛小説。著者初の恋愛小説であり長編作品である。第126回直木賞候補作。
続編に『逝年』があり、両作とも幸田育子作画で漫画化され『オフィスユー』（集英社）で連載されていた。

## あらすじ
女性にもセックスにも楽しみを見いだせない大学生のリョウはある日、女性向けの会員制ボーイズクラブのオーナー・御堂静香に誘われ、娼夫の仕事を始める。
様々な理由で男性を買う女たちと接する、リョウの20歳のひと夏が描かれる。しかし、オーナーの御堂静香に配偶者も恋人もボーイフレンドすらいないことに怪訝な気持ちを持っていたリョウは、御堂静香に肉体関係のご褒美をねだる。しかし彼女は受け入れなかった。その代わりに自分の娘をリョウに抱かせる。
そののち、実は御堂静香はHIVポジティブ（エイズの感染者ではあるが発症していない）ことをリョウに告白する。リョウと肉体関係を持たなかったのは、彼が嫌いなのではなく、エイズを感染させたくなかったのだと。
しかしリョウの大学の同級生で女友達だったメグミは、この事実を聞いてリョウにこんな仕事はやめてまっとうな道に戻れと忠告するが、リョウが聞き入れなかったので、メグミは御堂静香のクラブでリョウを指名し、何も聞いていなかったリョウは、メグミに反則だと翻意を促すが、メグミが聞き入れず、私も客だと言い張り、リョウは仕方なく性的サービスをする。
しかしこれはメグミの罠で、未成年に売春をさせたと警察に御堂静香を密告した。リョウは２日後に新聞記事でそれを知った…

## 登場人物
森中 領（もりなか りょう） / リョウ
20歳。大学生。恋愛も大学生活もつまらないと感じており、週に1度しか大学に行かない。バーでバーテンダーのバイトをしている。
御堂 静香（みどう しずか）
40代。会員制ボーイズクラブ『Le Club Passion』のオーナー。
田島 進也（たじま しんや） / シンヤ
領の中学時代の同級生。ホスト。自信家で調子のいい男。
咲良（さくら）
『Le Club Passion』で働く女の子。生まれつき耳が聞こえない。
平戸 東（ひらと あずま） / アズマ
VIP向けの特別な娼夫。リョウは売れっ子になると断言する。痛みに快楽を感じるマゾヒスト。
白崎 恵（しろさき めぐみ） / メグミ
リョウのゼミの同級生。リョウにバーでの飲み放題と引き換えに、ゼミのノートと代返を任されている。

## 書誌情報
- 単行本：2001年7月5日発売、集英社、ISBN 4-08-775278-X
- 文庫本：2004年5月20日発売、集英社文庫、ISBN 4-08-747694-4、解説：姫野カオルコ
- 漫画：幸田育子作画 〈オフィスユーコミックス〉 全3巻
  - 1巻：2007年1月19日発売、ISBN 978-4-420-15109-2
  - 2巻：2007年4月19日発売、ISBN 978-4-420-15118-4
  - 3巻：2007年9月19日発売、ISBN 978-4-420-15132-0

## 舞台
舞台化され、2016年8月26日から9月4日まで東京芸術劇場プレイハウス他で上演された。主演は松坂桃李。高岡早紀が御堂静香役を務め、舞台上で濡れ場もあるといわれている。また舞台版は続編小説の『逝年』の内容も含んだ形となる。R-15指定。

### 公演日程
- 2016年8月26日 - 9月4日、全13公演、東京芸術劇場プレイハウス
- 2016年9月7日 - 9月11日、全7公演、梅田芸術劇場 シアタードラマシティ
- 2016年9月14日 - 9月15日、全3公演、久留米シティプラザ ザ・グランドホール

### キャスト（舞台）
- 森中領（リョウ） - 松坂桃李 [2]（幼少期：鈴木葵椎 / 楢原嵩流〔Wキャスト〕[4]）
- 御堂静香 - 高岡早紀[2][5]
- 御堂咲良（サクラ） - 佐津川愛美 [3]
- ヒロミ - 村岡希美
- ミサキ - 安藤聖
- チサト - 良田麻美
- 泉川紀子 - 遠藤留奈
- イツキ - 須藤理彩[6]
- 平戸東（アズマ） - 猪塚健太
- 田島進也（シンヤ） - 米村亮太朗
- 泉川氏 - 古澤裕介
- 白崎恵（メグミ） - 樋井明日香
- 老女 - 江波杏子
- 領（幼少期）の母 - 尾藤亜衣[7]

### スタッフ（舞台）
- 原作 - 『娼年』『逝年』
- 演出・脚本 - 三浦大輔[8]
- 美術 - 島次郎

## 映画
2018年4月6日に全国73館で公開された。R18+指定。なお、御堂静香の使った車は原作ではベンツだが、映画ではマセラティを用いている。
女性客を中心に高い評価を集め、公開6週目には興行収入3億円を突破。応援上映を望む声が相次ぎ、日本で初めてのR18+指定作品女性限定応援上映が5月30日に池袋HUMAXシネマズで開催決定。チケットは即完売した。
2018年10月27日に急逝した江波杏子の映画作品の遺作となり、監督の三浦が追悼コメントを寄せた。

### キャスト（映画）
- 森中領（リョウ） - 松坂桃李[16]
- 御堂静香 - 真飛聖[17]
- 咲良 - 冨手麻妙[17]
- 平戸東（アズマ） - 猪塚健太[17]
- 白崎恵 - 桜井ユキ[18]
- 田嶋進也（シンヤ） - 小柳友[17]
- イツキ - 馬渕英里何[18]
- 主婦 - 荻野友里[18]
- 紀子 - 佐々木心音[18]
- ヒロミ - 大谷麻衣[18]
- ギャル風の女 - 階戸瑠李[19]
- 泉川 - 西岡徳馬[17]
- 老女 - 江波杏子[17]※遺作

### スタッフ（映画）
- 原作 - 石田衣良「娼年」（集英社文庫刊）
- 脚本・監督 - 三浦大輔
- 音楽 - 半野喜弘 and RADIQ septet
- 製作 - 小西啓介、松井智、堀義貴、木下暢起
- 企画・プロデュース - 小西啓介
- エグゼクティブ・プロデューサー - 金井隆治、津嶋敬介
- プロデューサー - 永田芳弘、山野邊雅祥、藤原努、石田麻衣
- アソシエイトプロデューサー - 槙哲也
- 撮影 - Jam Eh I
- 照明 - 岸本秀一
- 録音 - 加藤大和
- 美術 - 愛甲悦子
- 装飾 - 近藤美緒
- スタイリスト - 小林身和子、岡田梢
- ヘアメイク - 酒井夢月
- 編集 - 堀善介
- 助監督 - 小南敏也
- 制作担当 - 大西裕
- キャスティングディレクター - 杉野剛
- 制作プロダクション - ホリプロ
- 企画製作・配給 - ファントム・フィルム
- 製作幹事 - ファントム・フィルム、ハピネット
- 製作 - 映画「娼年」製作委員会（ファントム・フィルム、ハピネット、ホリプロ、集英社）